# At the hop
At the hop is een single van Danny & the Juniors. Het verscheen later samen met de volgende single Rock and roll is here to stay op de ep At the hop.
Hop (ook wel sock hop, sox hop, record hop) was een typisch Amerikaans begrip, dat staat voor een dansfeest voor tieners. Bijzonder aan die feesten is dat men zonder schoenen de dansvloer op moest. At the hop verscheen in de herfst van 1957 (Nederland, lente van 1958). Distributeur in Nederland was Artone. De tekst roept op om de stomp, stroll, calypso en chicken te dansen.
At the hop is een van de singles waarbij veel later bekend werd dat er payola had plaatsgevonden: het betalen van smeergeld om een plaatje gedraaid te krijgen op de radio. Dick Clark zou de beoogde diskjockey geweest zijn, aldus Artie Singer in Wages of spin: Dick Clark, American Bandstand and the payola scandals (2008). Het lied kreeg eerst als titel Do the bop (weer een andere dans) en werd gezongen door Johnny Medora. De titel werd gewijzigd en vervolgens gezongen door Danny Rapp, die toen The Juvenairs aan het ombouwen was tot The Juniors.

## Hitnotering
At the hop stond rond de jaarwisseling 1957/1958 21 weken in de Billboard Hot 100, waarvan zes weken op nummer 1 en twee weken op nummer 2. Op dat moment stond ook een versie van Nick Todd in die hitparade, maar hij kwam niet verder dan zes weken notering, met nummer 70 als hoogste positie. Danny and the Juniors haalden rond die tijd ook de Britse UK Singles Chart. Ze hielden het daar veertien weken uit, met plaats 3 als hoogste notering. De Nederlandse Top 40 bestond nog niet, maar in een verre voorloper van de Nederlandse Single Top 100 stond Do the hop in mei 1958 op plaats 10 (het was een lijst die eenmaal per maand uitkwam). De Belgische BRT Top 30 en de Vlaamse Ultratop 30 bestonden nog niet.

### NPO Radio 2 Top 2000
| Nummer met noteringen in de NPO Radio 2 Top 2000 | '99  | '00  |
| ------------------------------------------------ | ---- | ---- |
| At the hop                                       | 1791 | 1918 |

1. ↑  Een vetgedrukt getal geeft de hoogste notering aan.
2. ↑  Deze tabel is bijgewerkt tot en met de laatste editie (2024).

## Covers
Van het liedje zijn diverse covers bekend, van uiteenlopende artiesten als Chubby Checker naar Showaddywaddy tot Uriah Heep (album Live 1973). Voor de Nederlandse markt kwam er in 1979 een versie van The Tielman Brothers. Sha Na Na zorgde in 1969 voor een kleine revival van het lied toen zij het brachten tijdens het befaamde Woodstockconcert. Als icoon van de jaren '50 en jeugdcultuur was het te horen in films die daarop teruggrijpen, zoals American Graffiti. Het lied haalde de 21e eeuw doordat het te zien was in The Muppet Show (gezongen door Scooter) en er naar verwezen werd in de titel van de Family Guy-aflevering Let’s go to the hop.